# Pseudocuma longicorne
Pseudocuma longicorne is een zeekomma uit de familie Pseudocumatidae.

## Kenmerken
P. longicorne is een kleine zeekomma met typische kommavorm, die tot 4 mm lang wordt. Het pseudorostrum is prominent en scherp bij vrouwtjes en in mindere mate bij mannetjes. De ogen zijn goed ontwikkeld. De antero-laterale hoeken van de carapax dragen geen tandjes.
De tweede antenne is bij het vrouwtje zeer klein en bestaat slechts uit één segmentje. Bij mannetjes daarentegen reikt antenne twee tot aan pleoniet 5.
P. longicorne bezit een klein, halfcirkelvormig telson. Het steeltje van de uropode is bij vrouwtjes even lang als de exopodiet (buitenste takje) ervan, terwijl de endopodiet (binnenste takje) een stuk langer is en ongeveer twaalf stekels draagt.

## Ecologie
Ze komen voor vanaf de getijdenzone tot op een diepte van 130 m, echter meestal ondiep.
De meerderheid van de zeekommasoorten in de gematigde ondiepe wateren leven waarschijnlijk slechts een jaar of minder en planten zich tweemaal per jaar voort. Ze voeden zich met micro-organismen en organisch materiaal uit bodemafzettingen.
P. longicorne komt voor van het noorden van Noorwegen tot de Middellandse Zee en de Zwarte Zee. Werd ook aangetroffen in Zuid-Afrika en Zuid-Vietnam.